# キントキダイ科
キントキダイ科（学名：Priacanthidae）は、スズキ目スズキ亜目に所属する魚類の分類群（科）の一つ。キントキダイ・クルマダイなど、大きな眼が特徴の食用種を中心に4属19種が含まれる。

## 分布・生態
すべて海水魚で、太平洋・インド洋・大西洋など世界中の熱帯・亜熱帯域の海に分布する。4属19種からなる比較的小さなグループであるが、食用として利用される水産上重要な種が多く所属し、釣り・刺網・底引き網などさまざまな方法で漁獲される。日本近海からは南日本の太平洋岸を中心に、4属11種が報告されている。
一般に肉食性で小魚や甲殻類を捕食し、その多くは夜行性である。岩礁やサンゴ礁の周辺を遊泳する底生魚で、ほとんどの種が水深数十mから200mまでの範囲で生活しているが、チカメキントキなど水深300-400m付近の深海まで分布するものもいる。卵は浮性卵で、仔魚は表層を漂って生活する。

## 形態

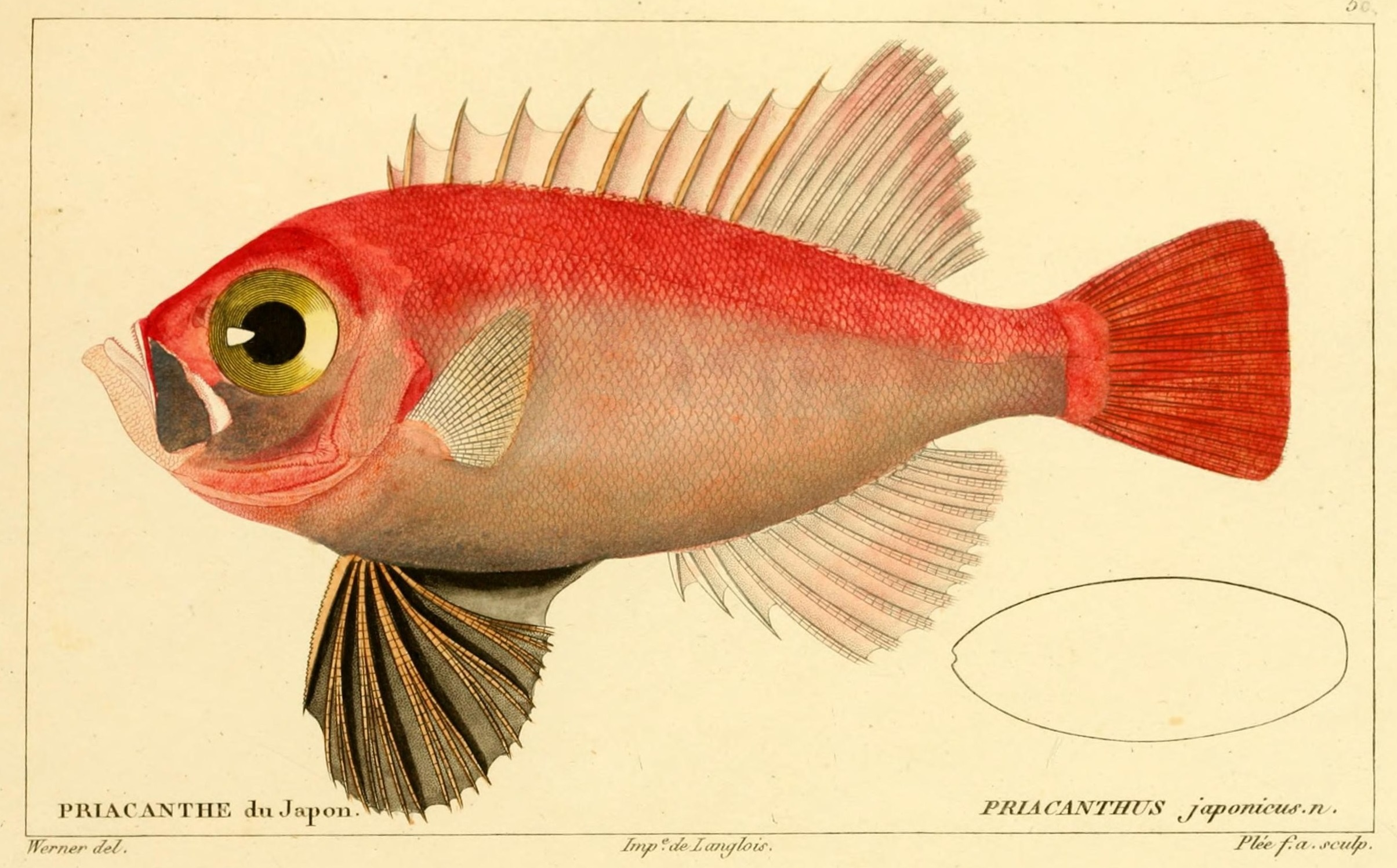
チカメキントキ Cookeolus japonicus （チカメキントキ属）。著しく大きな眼、腹鰭と体部をつなぐ膜の存在が本科の特徴

眼球が非常に大きいことが最大の特徴である。左右に平たい（側扁した）いわゆる鯛型の体型をもち、鮮やかな赤い体色の種が多い。口は大きく、斜め上向きにつく。体長30cm未満の種が多いが、最大種（チカメキントキ）は全長69cmにまで成長する。眼球の輝板（タペタム）の構造が、真骨類としては特徴的なものとなっている。
背鰭は1つで、10本の棘条と11-15本の軟条で構成される。臀鰭の棘条と軟条はそれぞれ3本と10-16本で、背鰭・臀鰭の軟条部はほぼ同じ長さとなる。尾鰭の主鰭条は16本でうち14本は分枝し、形態は円みを帯びるものからやや凹型までさまざま。腹鰭の内側の鰭条は、薄い膜によって体部と接続する。
鱗は円鱗だが強いトゲ状の構造をもち剥がれにくく、頭部および鰓膜上にも存在する。椎骨の数は23個と、スズキ亜目の中では非常に少ない部類に含められる。

## 分類
Nelson（2016）の体系において、4属19種が認められている。
- キントキダイ属 Priacanthus

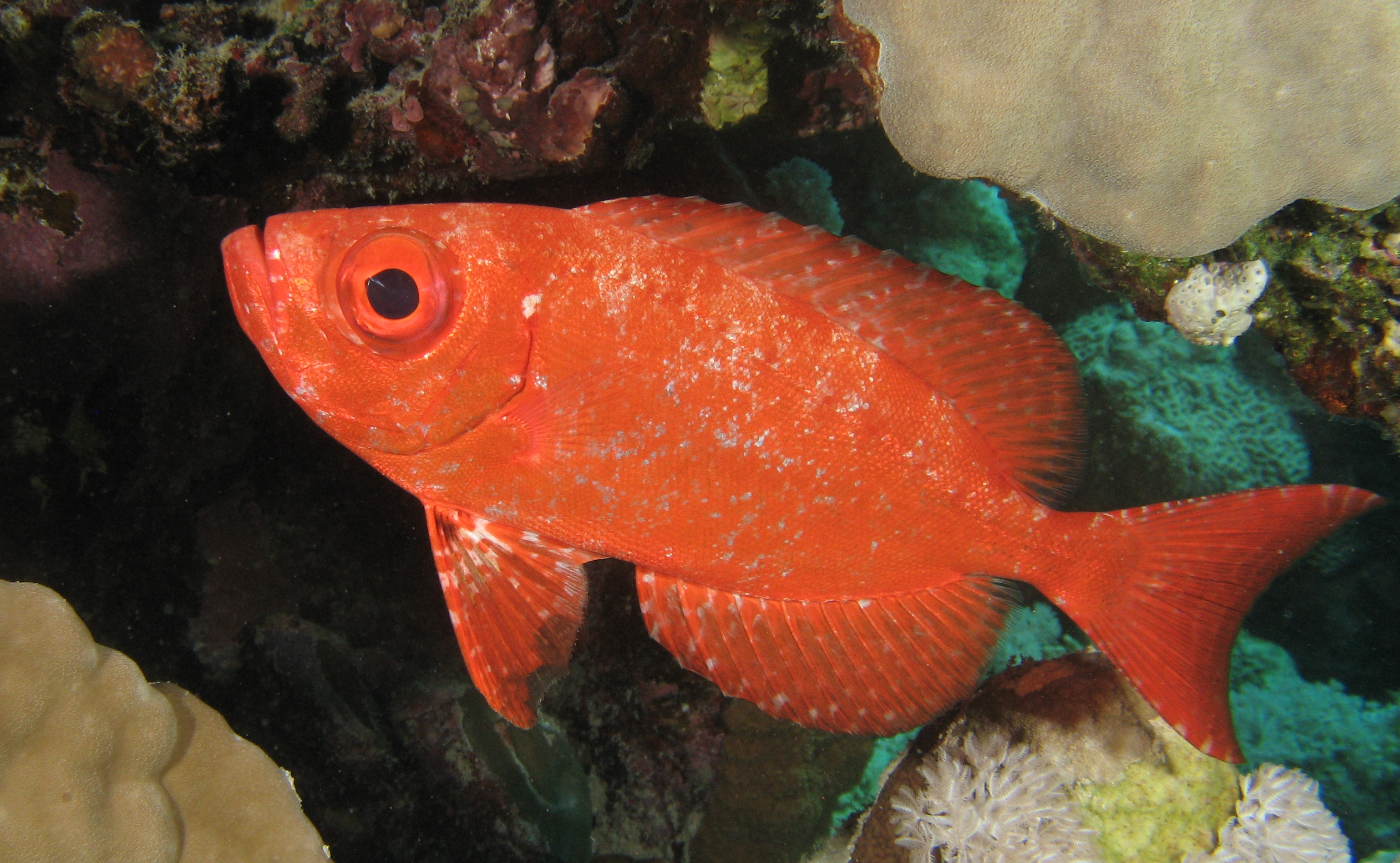
ホウセキキントキ Priacanthus hamrur （キントキダイ属）。上下端が伸びた、特徴的な湾入形の尾鰭が本種の特徴である

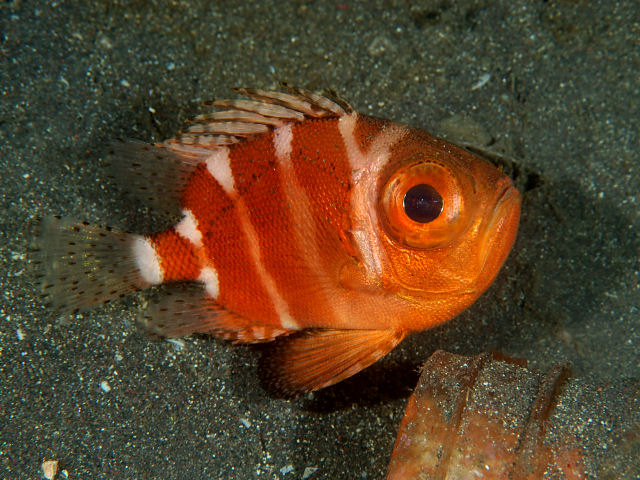
クルマダイ Pristigenys niphonia （クルマダイ属）。主に深海の砂底域で生活する

  - アカネキントキ Priacanthus blochii
  - ウスベニキントキ Priacanthus fitchi
  - キビレキントキ Priacanthus zaiserae
  - キントキダイ Priacanthus macracanthus
  - ホウセキキントキ Priacanthus hamrur
  - ミナミキントキ Priacanthus sagittarius
  - Priacanthus alalaua
  - Priacanthus arenatus
  - Priacanthus meeki
  - Priacanthus nasca
  - Priacanthus prolixus
  - Priacanthus tayenus
- クルマダイ属 Pristigenys
  - オキナワクルマダイ Pristigenys meyeri
  - クルマダイ Pristigenys niphonia
  - ミナミクルマダイ Pristigenys refulgens
  - Pristigenys alta
  - Pristigenys serrula
- ゴマヒレキントキ属 Heteropriacanthus
  - ゴマヒレキントキ Heteropriacanthus cruentatus
- チカメキントキ属 Cookeolus
  - チカメキントキ Cookeolus japonicus